# Georg Andreas Agricola
Georg Andreas Agricola o Georgio Andrea Agricola o Georg Andreas Bauer ( 1672 - 1738 ) fue un médico y botánico alemán, nacido en Ratisbona.
Estudió en Regensburg, graduándose en la Universidad Martin-Luther de Halle-Wittenberg, como doctor de medicina. Practicó medicina en Regensburg.
Agrícola, que era un científico capaz, experimentó con estacas e injertos de plantas. Proporcionó asesoramiento útil sobre la propagación de plantas en secciones de raíces y de ramas - véase propagación vegetativa. Descubrió la forma de injertos con varias especies de árboles frutales en una sola, lo que produce un árbol que tiene diferentes tipos de frutas. Su libro sobre el tema de injertos gozó de una entusiasta acogida en el mundo de la horticultura y botánica, y fue rápidamente traducida al neerlandés, francés e inglés después de su aparición; y se desempeñó por muchas décadas después como texto definitivo sobre la propagación de árboles frutales.

## Algunas publicaciones
- Neu- und nie erhörter doch in der Natur und Vernunfft wohlgegründeter Versuch der Universal-Vermehrung aller Bäume, Stauden, und Blumen-Gewächse (Nuevas y aún desconocidas en la naturaleza y bien fundados intentos de propagación universal de todos los árboles, arbustos, flores y plantas). Ratisbona, 1716-1717

- A Philosophical Treatise of Husbandry and Gardening:Being A New Method of Cultivating and Increasing all sorts of Trees, Shrubs, and Flowers., London, 1721, traducción al inglés del libro de Agrícola por Richard Bradley

### Coautorías
- Johann Friedrich, Leopold; Georg Andreas Agricola. Johan. Friderici Leopold, M.D. Relatio epistolica de itinere suo Suecico anno MDCCVII facto ad ... Johannem Woodward. Londinium : apud Timoth. Childe, 1720. Gale Eighteenth Century Collections Online (subscription database)  books2ebooks service

- Agrícola, Georg Andreas; Prinz. Savoyen-Carignan Eugen; Römisch-Deutsches Reich Kaiser Karl VI. Illuminatio votiva, welche Ihro ... Maj. Carolo VI. wegen des ... Sieges unter ... Anführung des ... Printz Eugenii von Savoyen ... wie auch wegen der Eroberung der ... Vestung Belgrad ... in drey grossen Bildern und zwey Pyramiden ... praesentirt worden, die 30. Sept. Anno 1717. Regenspurg, 1717.

- Becher, Johann Joachim; Georg Christoph Becher; Richard Lower; Georg Andreas Agrícola Johann Joachim Bechers kluger Haus-Vater, verständige Haus-Mutter, vollkommener Land-Medicus, wie auch wohlerfahrner Ross- und Viehe-Artzt : nebenst einem deutlichen und gewissen Handgriff, die Haushaltungs-Kunst innerhab 24. Stunden zu erlernen, also, dass man mit Ersparung grosser Unkosten, solche Nahrung glücklich fortsetzen, sich vor Kranckheiten bewahren, auch vermittelst eines geringen Capitals von 365. Thl. jährlichen mit gutem Gewissen und ohne schändlichem Wucher 1000. Thl. profitiren könne, welchem anietzo noch beygefüget des edlen Weidmanns geheimes Jäger-Cabinet, wie auch einige nützliche und nöthige Rechts, und andere Formularien, mit Kön. Pol. und Churfürstl. Sächs. Privilegio. Leipzig : Verlegts Jacob Schuster, 1738

## Honores
- 1699, es electo en la Royal Society